# 5619 Shair
5619 Shair è un asteroide della fascia principale. Scoperto nel 1990, presenta un'orbita caratterizzata da un semiasse maggiore pari a 2,6239187 UA e da un'eccentricità di 0,2149640, inclinata di 25,21772° rispetto all'eclittica.